# Krasnyj Rog (Počepskij rajon)
Krasnyj Rog è un villaggio russo del Počepskij rajon.
Nel XIX secolo il villaggio di Krasnyj Rog faceva parte di Krasnyj Rog volost' del uezd di Mglin della Governatorato di Černigov. 